# Nationale Erlösungsfront
Die Nationale Erlösungsfront in Syrien (arabisch جبهة الخلاص الوطني في سوريا, DMG Ǧabhat al-Ḫallāṣ al-Waṭanī fī Sūriyā, auch Nationale Heilsfront, französisch Front de salut national, Kürzel NEF) ist eine syrische politische Partei, die in Belgien gegründet wurde und auch dort ihren Sitz hat.
Die Erlösungsfront wurde durch Abd al-Halim Chaddam gegründet, den ehemaligen Vizepräsidenten Syriens und Interimspräsidenten von Juni bis Juli 2000, sowie aus nationalistischen, gemäßigt islamistischen, liberalen und sozialdemokratischen Oppositionsfraktionen im Exil. Sie zielt darauf ab, die Regierung von Baschar al-Assad friedlich zu Fall zu bringen. Die Nationale Erlösungsfront hatte ihr letztes gemeinsames Treffen am 16. September 2007 in Berlin, wo etwa 140 Oppositionelle ankamen. Die Erlösungsfront hat auch Büros in Frankreich, Deutschland und in den Vereinigten Staaten.
Seit dem syrischen Bürgerkrieg ab 2011 bereitet die Nationale Erlösungsfront in Syrien, als eine politische Partei der syrischen Opposition im Exil, eine Serie von Protesten und Demonstrationen in Städten Europas und den Vereinigten Staaten vor.